# ポール・ローガン (俳優)
ポール・ローガン（Paul Logan、1973年10月15日 - ）は、アメリカ合衆国出身の俳優である。

## 出演作品

### 映画
- メガ・ピラニア（ジェイソン・フィッチ）
- S.A.D 米国特殊部隊
- ディープ・コア2010
- リターン・オブ ヴァン・ヘルシング ネクスト・モンスターズ
- 戦革機銃隊1945
- デイ・オブ・ザ・ディシジョン3
- エアポート'05
- バトルサバイバー
- コモド・リターンズ
- アルティメット・ストーム
- フラッシュ&デッド

### オリジナルビデオ
- ターミネーターズ TERMINATORS
- ハイ・オクタン